# Petra (sèrie de televisió)
Petra és una sèrie de televisió policíaca italiana de vuit episodis, que es va estrenar el 14 de setembre de 2020 a Sky Italia. Està basada en quatre novel·les policials de l'escriptora espanyola Alicia Giménez Bartlett, amb el personatge Petra Delicado. La sèrie de televisió va ser dirigida per Maria Sole Tognazzi. La protagonista principal (Paola Cortellesi) és una inspectora de la policia de Gènova, que treballava originàriament com a arxivera. Està acompanyada per l'inspector adjunt Antonio Monte (Andrea Pennacchi). S'ha doblat al valencià per a À Punt, que va estrenar-la l'1 d'octubre de 2023.
La sèrie es va emetre a Alemanya amb el títol de Mord in Genua – Ein Fall für Petra Delicato a partir del 6 de desembre de 2020, a Austràlia mitjançant la plataforma en línia del canal SBS i als Estats Units a MHz Choice des de novembre de 2022.

## Llista d'episodis

### Primera temporada (2020)
| Núm. total | Núm. de la temporada | Títol       | Data d'estrena original | Data d'emissió al País Valencià (À Punt) |
| ---------- | -------------------- | ----------- | ----------------------- | ---------------------------------------- |
| 1          | 1                    | «Capítol 1» | 14 de setembre de 2020  | 1 d'octubre de 2023                      |
| 2          | 2                    | «Capítol 2» | 21 de setembre de 2020  | 8 d'octubre de 2023                      |
| 3          | 3                    | «Capítol 3» | 28 de setembre de 2020  | 15 d'octubre de 2023                     |
| 4          | 4                    | «Capítol 4» | 5 d'octubre de 2020     | 22 d'octubre de 2023                     |

### Segona temporada (2022)
| Núm. total | Núm. de la temporada | Títol                          | Data d'estrena original |
| ---------- | -------------------- | ------------------------------ | ----------------------- |
| 5          | 1                    | «Serpenti nel paradiso»        | 16 de setembre de 2022  |
| 6          | 2                    | «Un bastimento carico di riso» | 23 de setembre de 2022  |
| 7          | 3                    | «Carnevale diabolico»          | 30 de setembre de 2022  |
| 8          | 4                    | «Nido vuoto»                   | 7 d'octubre de 2022     |